# 加賀依緑園
加賀依緑園（かがいりょくえん）は、石川県加賀市山中温泉にある日本庭園などから構成される施設。よしのや依緑園の第二別荘だった施設の寄贈を受けて加賀市が整備したもので、旅館よしのや依緑園のゆげ街道を挟んだ向かい側に位置する。
「依緑園」の名は書家の日下部鳴鶴が1885年（明治18年）に宿泊した際に杜甫の漢詩「名園緑水に依る」から名付けられた。

## 歴史
山中温泉の旅館「よしのや」の第二別荘として整備され、明治時代の近代和風建築の建物などで構成されている。依緑園別荘には昭和天皇や吉田茂、佐藤栄作などが滞在したことでも知られる。
よしのや依緑園の旧施設を湯快リゾートが取得した際、加賀市に別荘と車庫部分を寄贈する意向が伝えられ、2011年（平成23年）に寄贈された。
2021年（令和3年）から2023年（令和5年）にかけて大規模改修が行われ、2024年（令和6年）4月13日に開園式が行われた。

## 園内
庭園
遠州流の庭園。
御殿（御幸の間）
初代大島五雲が設計し、天日仁太郎が施工した御殿。
花月の棟
川端康成が長期宿泊した建物。
唐船の棟
浴室があった建物で改修により茶室となった。

## 所在地
- 石川県加賀市山中温泉南町ロ87番地1[3]

## 開園時間
- 開館時間：午前10時 - 午後6時[4]
- 定休日：木曜日（祝日の場合は開館）[4]

## 文学
旧よしのや依緑園の別荘は多くの作家に利用された。川端康成が長期宿泊した花月の棟のほか、この近くにあった花筐の間には今東光、春栄の間には吉川英治が長期宿泊したが、花筐の間と春栄の間は老朽化により現存していない。
山本周五郎も1961年（昭和36年）に『虚空遍歴』の執筆のために滞在しており、この作品に登場する山中節を教える芸妓の菊五郎は、山本の滞在中に山中節を披露した同じ菊五郎という名前の芸妓をモデルにしている。